# Indovina chi? (film 2021)
Indovina chi? (In originale "Le Sens de la famille" trad. "Il significato della famiglia") è un film del 2021 diretta da Jean-Patrick Benes.

## Trama
La famiglia Morel sembra la tipica famiglia francese: padre, madre e i tre figli di 17, 14 e 7 anni.
La storia inizia con la famiglia in visita a un parco divertimenti dove nessuno sembra divertirsi e il padre finisce per fare un viaggio da solo in una barca dei desideri. È l'occorrenza del compleanno della figlia più piccola, Chacha. La madre e la figlia piccola passano dal negozio di souvenir del parco uscendo da questo. La figlia chiede alla madre di comperarle un souvenir. Al rifiuto della madre distratta dai messaggi insistenti di Christophe, questa non si accorge che la figlia ruba il souvenir. La sera in albergo, la madre Sophie aiuta sua figlia Chacha con un compito di matematica. L'altra figlia Valentine di 17 anni, è al cellulare. Alain il padre, dorme o fa finta, nella camera da letto principale. Leo il figlio, è in salotto. La madre scopre che Chacha ha rubato dal negozio il souvenir che lei non le aveva voluto comperare. Chacha, per sviare le accuse della madre, fa la spia su suo fratello Leo che è stato sorpreso a fumare erba fuori dalla scuola. La serata finisce in urla e litigi e durante la notte, per qualche motivo, gli spiriti dei componenti della famiglia si scambiano di posto. Al mattino successivo succederanno una catena di eventi catastrofici; il fatto di indossare letteralmente i panni degli altri riuscirà a far riavvicinare i componenti della famiglia? Il risultato non è scontato.

## Personaggi
Alain Morel: è il padre di Valentine, Leo e Chacha e marito di Sophie.
Lavora per il giornale locale.
Sophie Morel: è la madre e moglie della famiglia.
È infermiera caposala.
Valentine Morel: è la figlia di 16 anni dei Morel.
Leo Morel: è il figlio di 14 anni dei Morel.
Chacha Morel: è la figlia minore di 7 anni dei Morel.
Nonna Morel: è la nonna dei figli Morel e madre di Sophie.
Christophe: è il collega di Sophie.
Roger: è l'amico della nonna.
Gilles: è collega giornalista che lavora in banca.
Sébastien Chabal: fa una breve apparizione, un Cameo, nel ruolo di sé stesso.

## Luoghi delle riprese
Una parte del film è stata girata a Chanceaux, cittadina a nord di Digione, e a Digione nell'ottobre 2019. Alcune scene sono state girate a Dunkerque.
Le scene del parco divertimenti sono state girate a Plopsaland De Panne

## Date di uscita
Francia: 30 giugno 2021
Italia: ?Inizio 2023?

## Distribuzione
Il primo trailer ufficiale è stato pubblicato su YouTube in Francese il 12 Maggio 2021, Sul canale Gaumont.
Il 21 settembre 2022, Un trailer in Italiano è stato pubblicato sul canale Blue Swan Entertainment.
La data di uscita Italiana del film è ancora da definire, anche se si suppone sia stato rilasciato all'inizio del 2023.